# Květen 2011
1. května – neděle
- Papež Benedikt XVI. blahořečil v Římě svého předchůdce Jana Pavla II., slavnosti se účastnily statisíce poutníků především z Polska.[1]
- Po celém světe proběhly oslavy Svátku práce. Největší manifestace zasáhly Řecko, kde se část radikálních demonstrantů střetla s policií, která použila slzný plyn. Již v noci z 30. dubna na 1. května propukly nepokoje také v Hamburku, při nichž bylo zraněno 18 policistů. V České republice policie zasahovala v Brně, kde hrozil střet mezi pochod pořádajícími příznivci krajní pravice a jejich odpůrci. Během akce došlo k incidentu, když někdo ze střechy hodil do davu radikálů dýmovnici.[2][3]
- V Německu a Rakousku skončila omezení přístupu na pracovní trh pro občany zemí střední a východní Evropy včetně Česka.[4]

2. května – pondělí
- Americké úřady oznámily, že členové americké speciální jednotky zabili v Pákistánu při cílené operaci nejhledanějšího teroristu na světě, Usámu bin Ládina.[5]
- V Kanadě proběhly volby do Dolní sněmovny, ve kterých zvítězila Konzervativní strana (získala 40 % hlasů a nadpoloviční většina mandátů). Na druhém místě skončila levicová Nová demokratická strana, která dosáhla svého historicky nejlepšího výsledku (31 %). Výrazný propad zaznamenali liberálové a Québecký blok.
- V Moskvě zemřel sovětský ekonom a politik, stoupenec a propagátor ekonomické reformy v SSSR, Leonid Ivanovič Abalkin.[6]
- V Česku začaly ústními zkouškami společné (státní) části takzvané nové maturity.
- Českou volejbalovou extraligu mužů vyhrál tým VK Jihostroj České Budějovice.[7]

4. května – středa
- Neznámí ozbrojenci během mítinku vládní Strany spravedlnosti a rozvoje v tureckém městě Kastamonu střelbou a bombami zaútočili na policejní ochranku. Jen krátce předtím setkání opustil premiér Recep Tayyip Erdogan. Na místě podle agentury Reuters zemřel jeden policista. Premiér z útoku obvinil kurdské separatisty.[8]

5. května – čtvrtek
- Desítky lidí z řad knihkupců a intelektuálů v Praze protestovali proti zvýšení daně z přidané hodnoty na knihy, která by podle plánu vlády Petra Nečase měla do dvou let vzrůst z 10 na 17,5 procenta. V pravé poledne zahradili na 30 minut oblouk Malostranské mostecké věže u Karlova mostu, kde vystavěli tzv. knižní DPHráz. Barikádou z knih symbolicky připomněli počátek Pražského povstání před 66 lety.[9]
- Protesty a výtržnosti přerušily a předčasně ukončily první semifinálové utkání fotbalového Ondrášovka Cupu mezi celky SK Slavia Praha a SK Sigma Olomouc. Příznivci domácích nejprve vnikli na trávník před zahájením zápasu, který se tak opozdil o zhruba 25 minut a požadovali od vedení vysvětlení a řešení finanční krize klubu. Po žádosti kapitána Kisela sice hřiště opustili, nicméně o poločasové přestávce se vrátili. Situace se zhoršila po proslovu generálního ředitele Miroslava Platila, po kterém násilné činy radikálních hooligans (např. pokus o vniknutí do VIP sektoru) vyprovokovaly zásah policie. Česká televize, která zajišťovala ze zápasu přímý přenos přerušila vysílání ještě před potlačením výtržností.[10][11]
- V Austrálii zemřel ve věku 110 let poslední známý veterán první světové války, Brit Claude Choules.[12]

6. května – pátek
- Portugalsko a Itálii ochromily stávky.[13]
- V Sýrii opět probíhaly masové protesty, které si vyžádaly desítky mrtvých po zásahu ozbrojených sil.[14]
- Britové v referendu odmítli změnu volebního systému ze současného většinového jednokolového, který zvýhodňuje dvě nejsilnější strany na tzv. alternativní volební systém (67,9 % hlasů proti za účasti 42,2 % voličů). Pořádání referenda přitom bylo podmínkou, kterou položili si Liberální demokraté při sestavování vlády s konzervativci Davida Camerona. Ti se naopak stavěli ostře proti změně. Labouristická strana nepřijala žádnou oficiální pozici. Pro byli kromě liberálů ještě regionalistické strany jako Sinn Féin, Skotská národní strana, Plaid Cymru atd. Současně probíhaly také volby do místních zastupitelstev a skotského, waleského a severoirského parlamentu. Překvapivý byl zisk nadpoloviční většiny mandátů Skotskou národní stranou.[15]
- Brazílie uznala registrované partnerství homosexuálů.[16]
- První živě narozené slůně v historii českých zoo bohužel po téměř dvou měsících života uhynulo v Ostravské zoologické zahradě.[17]
- V Rusku byli odsouzeni za vraždu novinářky opozičního listu Novaja Gazeta Anastasie Baburové a obhájce lidských práv Stanislava Markelova, Nikita Tichonov a jeho komplicka Jevgenija Chasisová. Tichonov byl odsouzen na doživotí a Chasisová na 18 let. Oba svou vinu popírají a chtějí se odvolat až k Evropskému soudu pro lidská práva.[18]

7. května – sobota
- Při pádu letadla do moře v Indonésii zemřelo všech 25 cestujících a členů posádky. Stroj patřil indonéské společnosti Merpati Nusantara. Podle zástupce ministerstva byla v době havárie špatná viditelnost a nepříznivé počasí.[19][nedostupný zdroj]

9. května – pondělí
- Ve věku 66 let v Praze zemřel zpěvák a klarinetista Ivo Pešák.[20]
- Salcburský soud rozhodl o vydání bývalého chorvatského premiéra Iva Sanadera Chorvatsku, kde má být souzen za zneužití svého úřadu a další činy. Sanaderovi advokáti se odvolali.[21]
- Slovinskou vládní koalici Boruta Pahora opustila Demokratická strana důchodců Slovinska.[22]

10. května – úterý
- Ve věku 54 let zemřel herec Erik Pardus.[23]

11. května – středa
- Novým předsedou poslaneckého klubu ODS se stal Zbyněk Stanjura, nahradí Petra Tluchoře, který klub vedl téměř 5 let.[24]
- Radek John oznámil svůj odchod z vlády Petra Nečase.[25]
- Jihovýchod Španělska postihlo zemětřesení, bylo poničeno město Lorca, zahynulo 9 lidí a tisíce lidí nocují provizorně.[26]

13. května – pátek
- Dva čeští diplomaté byli vyhoštěni z Ukrajiny, zřejmě jako odplata za politický azyl, který Praha udělila bývalému ukrajinskému ministrovi hospodářství Bohdanu Danylyšynovi.[27]
- Dvojitý atentát na výcvikové středisko pohraničníků v severovýchodním Pákistánu v Šabkadaru si vyžádal nejméně 80 obětí na životech a 140 zraněných. K útoku se přihlásila pákistánská odnož Tálibánu s tím, že jde o odvetu za zabití Usámy bin Ládina.[28]

14. května – sobota
- Předseda Mezinárodního měnového fondu a pravděpodobný kandidát na prezidenta Francie Dominique Strauss-Kahn byl v USA zatčen a obviněn z pokusu o znásilnění pokojské v hotelu Sofitel v New Yorku.[29]

15. května – neděle
- Finští hokejisté se stali vítězi mistrovství světa v ledním hokeji, když ve finále porazili Švédsko 6:1.[30] Bronzová medaile patří českým hokejistům po vítězství 7:4 nad Ruskem.[31]

16. května – pondělí
- Po řadě technických problémů odstartoval z floridského mysu Canaveral na svou poslední vesmírnou misi STS-134 raketoplán Endeavour s postavou Krtečka na palubě.[32]

17. května – úterý
- Režim libyjského vůdce Muammara Kaddáfího byl v Moskvě požádán Ruskem o plnění rezoluce Rady bezpečnosti OSN, ukončení vojenských akcí proti civilistům a spolupráci s OSN. Libye je k těmto podmínkám ochotna přistoupit pokud NATO ukončí bombardování Libye. Oznámil to ruský ministr zahraničních věcí Sergej Lavrov na tiskové konferenci po skončení jednání s libyjskou delegací. Rusko plánuje později jednat i s libyjskými rebely.[33]

20. května – pátek
- Ve věku 59 let náhle zemřel český exministr financí Eduard Janota.[34]
- Při útocích na tři libyjské přístavy ve městech Tripolis, Syrta a Chums potopila letadla NATO osm Kaddáfího válečných lodí. Údaj pochází z prohlášení Severoatlantické aliance, libyjská strana informaci nepotvrdila.[35]
- Izraelský premiér Benjamin Netanjahu odmítl vznik samostatné Palestiny s hranicemi před rokem 1967, jak navrhuje americký prezident Barack Obama. Obama poté přiznal, že se USA a Izrael „v některých aspektech rozchází v názorech“ na cesty k ukončení konfliktu na Blízkém východě.[36]

21. května – sobota
- V Praze demonstrovalo přes 40 000 lidí proti vládním reformám. Protest byl připraven odborovou konfederaci ČMKOS. Policie musela kvůli demonstraci dočasně uzavřít magistrálu.[37]
- Rusko otestovalo balistickou raketu Siněva. Oznámila to, s odvoláním na ruské ministerstvo vnitra, agentura RIA Novosti. Raketa byla vystřelena z Barentsova moře na střelnici na Kamčatce. Test byl úspěšný.[38]
- V Madridu, navzdory vládnímu zákazu, protestují desetitisíce lidí proti vládním ekonomickým úsporným plánům. Tento zákaz vstoupil v platnost o půlnoci. Policie přesto nezasáhla. Protest začal před šesti dny a rozšířil se do celé země. Španělé jsou také nespokojení s 45% nezaměstnaností mladých a požadují práci, lepší životní podmínky, spravedlivější systém demokracie a změny v úsporných opatřeních socialistické vlády.[39]
- Mistrem fotbalové ligy se poprvé v historii stal celek FC Viktoria Plzeň, titul si zajistil kolo před koncem výhrou nad Baníkem Ostrava.[40]

23. května – pondělí
- Ve věku 91 let zemřel emeritní královéhradecký biskup a osobní arcibiskup Mons. ThLic. Karel Otčenášek.[41]
- Mimořádně silné tornádo zasáhlo severoamerický stát Missouri, kde zdevastovalo velkou část města Joplin a vyžádalo si přibližně 90 obětí na lidských životech.[42]

24. května – úterý
- Popel z erupce islandské sopky Grímsvötn začíná být unášen směrem k evropskému pobřeží a blíží se k Velké Británii. Doposud bylo zrušeno celkem 252 letů především z britských, skotských a skandinávských letišť.[43]

25. května – středa
- V jemenském hlavním městě Saná se obnovily intenzivní střety mezi silami loajálními prezidentu Alímu Abdalláhu Sálihovi a milicemi vůdce nejmocnějšího jemenského kmenového svazu Hašídů, který se přidal k opozici. Boje si od pondělí vyžádaly už 44 mrtvých a hrozí přerůst v občanskou válku.[44]

26. května – čtvrtek
- V Srbsku byl zatčen generál Ratko Mladić viněný z válečných zločinů spáchaných během jugoslávského válečného konfliktu.[45]
- Na setkání představitelů zemí G8 se ve francouzském Deauville ruskému prezidentovi Medveděvovi nabídli americký prezident, britský premiér a francouzský prezident, aby se Rusko ujalo role zprostředkovatele míru v Libyi.[46]
- Čínská vláda přiznala, že Tři soutěsky, největší vodní elektrárna na světě, má vážné dopady na životní prostředí. Prohlášení bylo vydáno v době, kdy zemi sužují nejhorší sucha za posledních 50 let. Vláda také přiznala, že výstavba elektrárny negativně ovlivnila život a ruch dál na řece Jang-c’-ťiang.

27. května – pátek
- Městský soud v Praze na základě rozhodnutí věřitelů uvalil konkurz na loterijní společnost Sazka. Schválením konkurzu představenstvo Sazky ztrácí oprávnění nakládat s majetkem firmy a toto oprávnění přechází na insolvenčního správce Sazky.[47]
- Rusko je ochotno dělat prostředníka v jednáních mezi libyjskou vládou a vzbouřenci. Tato role mu byla nabídnuta libyjským premiérem a třemi zeměmi G8. Rusko podporuje, dle slov ruského ministra zahraničí, dialog za účasti všech libyjských politických sil a kmenů bez vnějšího vměšování.[48] Na summitu zemí G8 byla také domluvena finanční podpora Egyptu a Tunisku v celkové výši 40 miliard dolarů.[49]

28. května – sobota
- Došlo k rozsáhlému útoku hackerů do zabezpečené počítačové sítě amerického zbrojního koncernu Lockheed Martin a několika dalších armádních dodavatelů USA. Není však zatím jisté jaká data byla ukradena. Lockheed se odmítl k útoku vyjádřit.[50]
- Egypt znovu otevřel hraniční přechod v Rafáhu, který byl uzavřen od roku 2007.[51]
- Policie zasáhla proti demonstrantům na barcelonském náměstí Placa de Catalunya. 121 lidí bylo zraněno.[52]
- Pochod homosexuálů v Moskvě se dostal do střetu se svými odpůrci z tvrdého jádra ortodoxních řad vyznavačů pravoslavné církve i ultranacionalistů a pravicových radikálů. Police během zákroku zatkla 18 homosexuálů a 16 jejich odpůrců. Podle jiných odhadů je zatčených více než 40.[53]

29. května – neděle
- Na základě referenda byla na Maltě, jako posledním státu Evropské unie, legalizována možnost se rozvést.[54]
- Česká edice Wikislovníku dosáhla hranice 25 tisíc slovníkových hesel.[55]

30. května – pondělí
- Severní Korea odstoupila od veškerých jednání s Jižní Koreou a zastavila vojenskou komunikaci na východní hranici.[56][nedostupný zdroj]

31. května – úterý
- V Afghánistánu zahynul již čtvrtý český voják poté, co jeho auto najelo na improvizované výbušné zařízení.[57]
- Odborníci na Světové zdravotnické organizace oznámili, že používání mobilních telefonů může zvýšit riziko určitých druhů rakoviny mozku.[58]